# マイケル・レセッシー
マイケル・レセッシー（Michael Lecesse、1960年7月5日 - ）は、アメリカ合衆国・ニューヨーク州にあるフィンガーレイクス競馬場に厩舎施設を構える調教師。R&Rファームを所有する競走馬生産者でもあり、共同馬主組織のマイケルレセッシーステーブルを運営する馬主でもある。

## 来歴
1980年代より競馬との関わりを持ち、その後調教師となりフィンガーレイクス競馬場で厩舎を構え、2008年現在30頭の競走馬を管理している。
2008年、ジャパンカップダートにティンカップチャリスを出走させるために日本へ遠征する。管理馬の中央競馬初出走となった同競走は単勝5番人気で13着だった。

## おもな管理馬
- ティンカップチャリス（2008年インディアナダービー〈G2〉）